# Fuerzas de Van der Waals

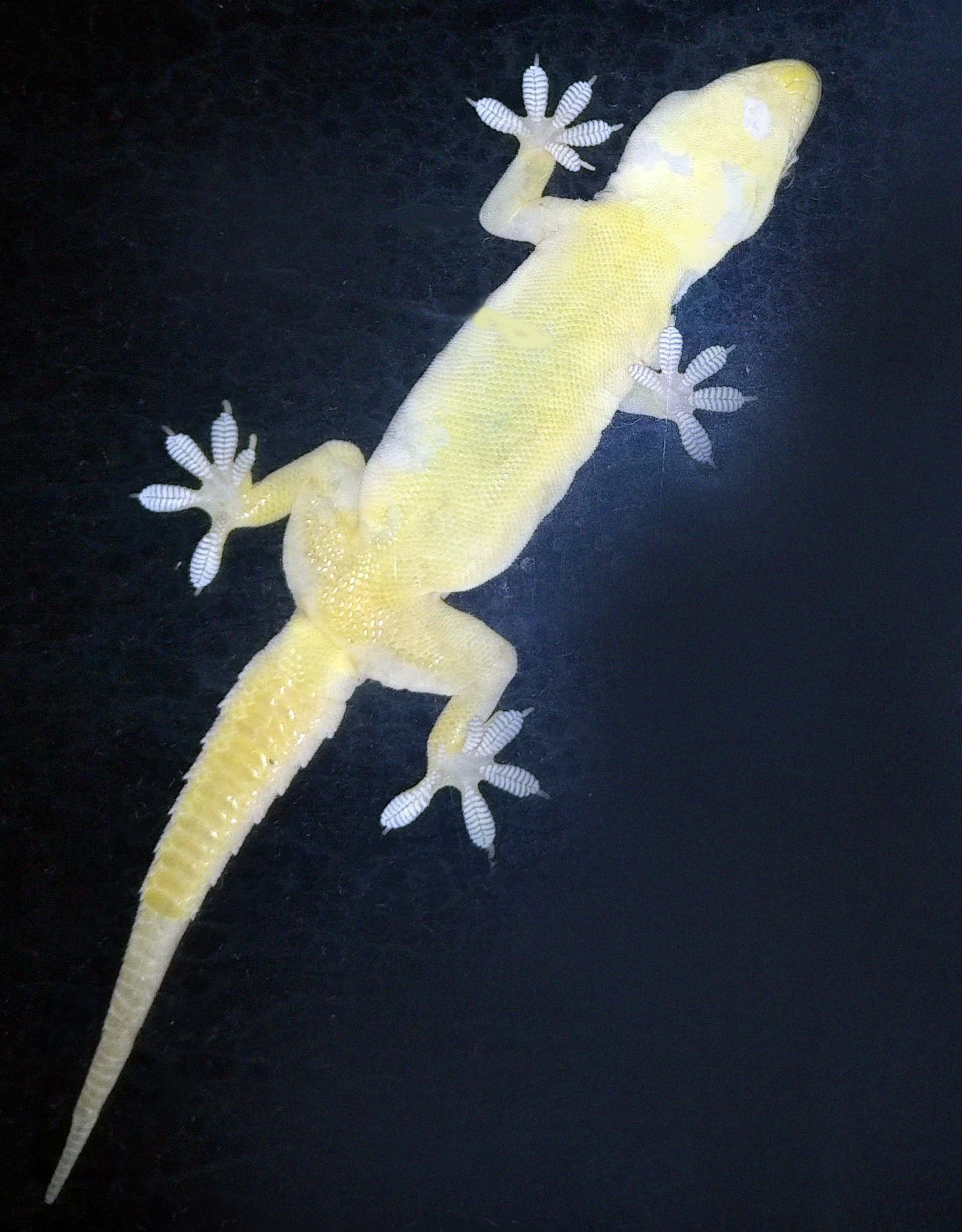
Los lagartos gecko pueden adherirse a las paredes y techos, debido a las fuerzas de Van der Waals.

Las fuerzas de Van der Waals o bien interacciones de Van der Waals, en fisicoquímica, son una clase de fuerzas (atractivas o repulsivas) entre átomos o moléculas. Son diferentes de aquellas debidas a un enlace intramolecular (enlace iónico, enlace metálico y enlace covalente de tipo reticular) o a la interacción electrostática de iones con moléculas neutras.
Son habitualmente descritas como una combinación de:
- Fuerzas de dispersión de London entre dos dipolos inducidos instantáneamente (por ejemplo, en el tetracloruro de carbono).
- Fuerzas de Debye entre un dipolo permanente y un dipolo inducido, cuando un dipolo inducido (esto es, un dipolo que se induce en un átomo o una molécula que de otra manera sería no polar) interactúa con una molécula que tiene un momento dipolar permanente. Un ejemplo de esta interacción serían las fuerzas entre las moléculas de agua y las de tetracloruro de carbono.
- Fuerzas de Keesom entre dos dipolos permanentes: interacciones entre moléculas que están polarizadas de manera permanente (por ejemplo, las moléculas de agua que atraen otras moléculas de agua u otras moléculas polares).

Estas fuerzas fueron nombradas en honor al físico neerlandés Johannes Diderik van der Waals (1837—1923), premio Nobel de Física en 1910, que en 1873 fue el primero en introducir sus efectos en las ecuaciones de estado de un gas (véase ecuación de Van der Waals).

## Introducción
Las fuerzas de Van der Waals son relativamente débiles comparadas con los enlaces químicos normales, pero desempeñan un papel fundamental en campos tan diversos como química supramolecular, biología estructural, ciencia de polímeros, nanotecnología, ciencia de superficies y física de la materia condensada. Las fuerzas de Van der Waals definen el carácter químico de muchos compuestos orgánicos. También definen la solubilidad de los alcoholes inferiores. Las propiedades del grupo polar hidroxilo dominan a las débiles fuerzas intermoleculares de Van der Waals. En los alcoholes superiores, las propiedades del radical alquílico apolar (R) dominan y definen la solubilidad. Las fuerzas de Van der Waals crecen con la longitud de la parte no polar de la sustancia.
Las fuerzas de Van der Waals incluyen atracciones entre átomos, moléculas y superficies. Difieren del enlace covalente y del enlace iónico en que están causados por correlaciones en las polarizaciones fluctuantes de partículas cercanas (una consecuencia de la dinámica cuántica). Las fuerzas intermoleculares tienen cuatro contribuciones importantes. En general, un potencial intermolecular tiene un componente repulsivo que evita el colapso de las moléculas, debido a que al acercarse las entidades unas a otras las repulsiones dominan. También tiene un componente atractivo que, a su vez, consta de tres contribuciones distintas:
1. La primera fuente de atracción es la interacción electrostática, también denominada interacción de Keesom o fuerza de Keesom en honor a Willem Hendrik Keesom.
2. La segunda fuente de atracción es la inducción (también denominada polarización electroquímica), que es la interacción entre un multipolo permanente en una molécula, con un multipolo inducido en otra. Esta interacción se mide algunas veces en debyes, en honor a Peter Debye.
3. La tercera atracción suele ser denominada en honor a Fritz London que la llamaba dispersión. Es la única atracción experimentada por moléculas no polares, pero opera entre cualquier par de moléculas, sin importar su simetría.

Todas las fuerzas intermoleculares de Van der Waals presentan anisotropía, excepto aquellas entre átomos de dos gases nobles, lo que significa que dependen de la orientación relativa de las moléculas. Las interacciones de inducción y dispersión son siempre atractivas, sin importar su orientación, pero el signo de la interacción cambia con la rotación de las moléculas. Esto es, la fuerza electrostática puede ser atractiva o repulsiva, dependiendo de la orientación mutua de las moléculas. Cuando las moléculas tienen movimiento térmico, como cuando están en fase gaseosa o líquida, la fuerza electrostática se reduce significativamente, debido a que las moléculas rotan térmicamente y experimentan las partes repulsiva y atractiva de la fuerza electrostática. Algunas veces, este efecto se expresa indicando que el «movimiento térmico aleatorio a temperatura ambiente puede imponerlo o anularlo», refiriéndose al componente electrostático de la fuerza de Van der Waals. Claramente, el efecto térmico promedio es mucho menos pronunciado para las fuerzas atractivas de inducción y dispersión.
El potencial de Lennard-Jones se usa frecuentemente como un modelo aproximado para la parte isótropa de una fuerza de Van der Waals total (repulsión más atracción) como una función de la distancia.

## Fuerza de dispersión de London

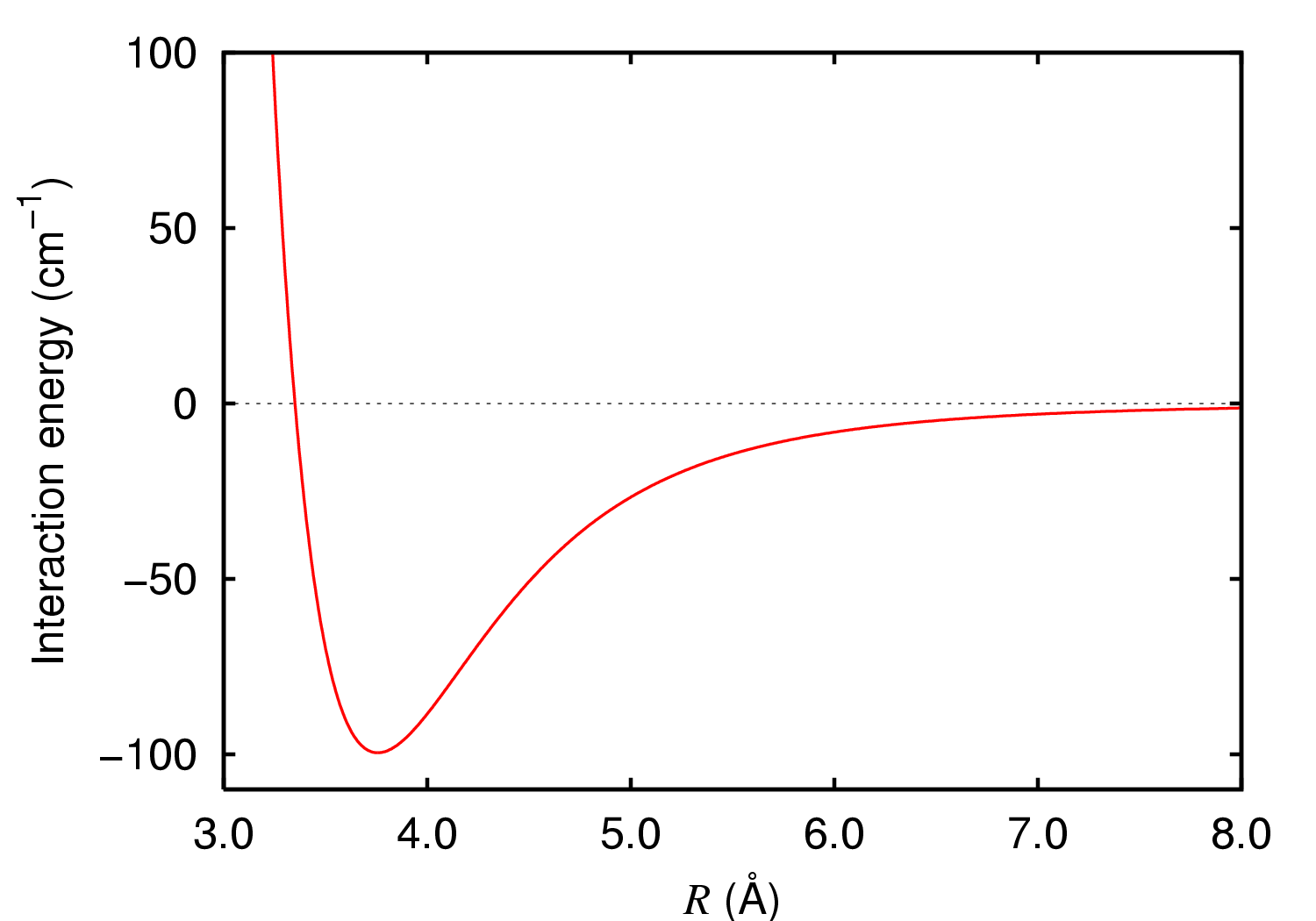
Energía de interacción del dímero de argón. La parte long-range se debe a las fuerzas de dispersión de London.

Las fuerzas de dispersión de London, denominadas así en honor al físico germano-estadounidense Fritz London, son fuerzas intermoleculares débiles que surgen de fuerzas interactivas entre multipolos temporales en moléculas sin momento multipolar permanente. Las fuerzas de dispersión de London también son conocidas como fuerzas de dispersión, fuerzas de London o fuerzas dipolo-dipolo inducido.
Las fuerzas de London pueden ser exhibidas por moléculas no polares debido a que la densidad electrónica se mueve alrededor de la molécula de una manera probabilística (ver teoría mecánico cuántica de las fuerzas de dispersión). Hay una gran probabilidad de que la densidad electrónica no esté distribuida por igual en una molécula apolar. Cuando los electrones están desigualmente distribuidos, existe un multipolo temporal. Este multipolo interactuará con otros multipolos cercanos e inducirá a las moléculas, pero solo son una pequeña parte de la fuerza de interacción total.
La densidad electrónica en una molécula puede ser redistribuida por la proximidad de otro multipolo. Los electrones se acumularán en el lado de la molécula que encara a la carga positiva y se retirarán de la carga negativa. Entonces, puede producirse un multipolo transiente por una molécula polar cercana, o incluso por un multipolo transiente en otra molécula apolar.
En el vacío, las fuerzas de London son más débiles que otras fuerzas intermoleculares tales como las interacciones iónicas, el enlace de hidrógeno, o las interacciones permanentes dipolo-dipolo.
Este fenómeno es la única fuerza intermolecular atractiva a grandes distancias, presente entre átomos neutros (vg. un gas noble), y es la principal fuerza atractiva entre moléculas no polares (vg. dinitrógeno o metano). Sin las fuerzas de London, no habría fuerzas atractivas entre los átomos de un gas noble, y no podrían existir en la forma líquida.
Las fuerzas de London se hacen más fuertes a la vez que el átomo o molécula en cuestión se hace más grande. Esto es debido a la polarizabilidad incrementada de moléculas con nubes electrónicas más grandes y dispersas. Este comportamiento puede ejemplificarse por los halógenos (del más pequeño al más grande: F2, Cl2, Br2, I2). El diflúor y el dicloro son gases a temperatura ambiente, el dibromo es un líquido, y el diyodo es un sólido. Las fuerzas de London también se hacen fuertes con grandes cantidades de superficie de contacto. Una mayor área superficial significa que pueden darse más interacciones cercanas entre diferentes moléculas.

## Relación con el efecto Casimir
Las fuerzas de Van der Waals-London están relacionadas al efecto Casimir para los medios dieléctricos, que es la descripción microscópica de las propiedades de los últimos. Los primeros cálculos detallados fueron hechos en 1955 por E. M. Lifshitz.